# Lesko (stad)
Lesko is een stad in het Poolse woiwodschap Subkarpaten, gelegen in de powiat Leski. De oppervlakte bedraagt 15,09 km², het inwonertal 5855 (2005).